# Kašnice
Kašnice (německy Kaschnitzdorf) je obec v okrese Břeclav v Jihomoravském kraji. Jde o nejmenší obec v okrese Břeclav, žije zde 220 obyvatel. Nachází se v těsné blízkosti Klobouk u Brna, s nimiž byla v historii opakovaně sloučena. Rozkládá se prakticky pouze podél silnice II/380 z Brna do Hodonína. Obec je součástí Mikroregionu Hustopečsko a Velkopavlovické vinařské podoblasti.

## Název
Místní jméno vzniklo podle jména dvorního komisaře Antonína Kaschnitze z Weinberga. Pojmenování je rodu ženského, čísla jednotného a genitiv zní Kašnice. Podle místa původu původních obyvatel se vsi dříve hovorově říkalo Čechy. Název se vyvíjel od varianty Kaschnitzdorf (1846), Kaschnitzdorf a Kašnice (1872), Kaschnitz a Kašnice (1885).

## Historie
Kašnice patří k nejmladším obcím na Hustopečsku. Byla založena v roce 1785 svobodným pánem Antonínem Valentinem Kaschnitzem z Weinbergu na pozemcích bývalého premonstrátského kláštera v Zábrdovicích, který byl zrušen na základě josefínských reforem v roce 1784 a jehož pozemky připadly náboženskému fondu. Každá rodina, z nichž většina pocházela z Chrudimského kraje, dostala 17 měřic pole, jednu měřici luk a pastvin. Po založení měla obec 36 usedlostí, pastoušku, hospodu „Zastávka“ a dva vodní mlýny. Všichni noví osídlenci byli evangelického vyznání. Do zániku patrimoniální správy v roce 1848 patřila Kašnice ke statku klobouckému.

## Obyvatelstvo
Podle sčítání 1930 zde žilo v 49 domech 213 obyvatel, z nichž se 212 hlásilo k československé národnosti. Žilo zde 17 římských katolíků a 196 evangelíků.

### Struktura
Vývoj počtu obyvatel za celou obec i za jeho jednotlivé části uvádí tabulka níže, ve které se zobrazuje i příslušnost jednotlivých částí k obci či následné odtržení.
| Rok            | 1869 | 1880 | 1890 | 1900 | 1910 | 1921 | 1930 | 1950 | 1961 | 1970 | 1980 | 1991 | 2001 | 2011 | 2021 |
| -------------- | ---- | ---- | ---- | ---- | ---- | ---- | ---- | ---- | ---- | ---- | ---- | ---- | ---- | ---- | ---- |
| Počet obyvatel | 180  | 199  | 184  | 167  | 196  | 227  | 213  | 207  | 235  | 251  | 355  | 245  | 219  | 212  | 205  |
| Počet domů     | 39   | 42   | 45   | 45   | 43   | 47   | 49   | 56   | 62   | 68   | 98   | 71   | 77   | 79   | 82   |

## Obecní správa a politika
Mezi lety 1850–1867 Kašnice patřila jako osada města k Kloboukům u Brna v okrese Hustopeče. V letech 1867–1976 byla obcí v okrese Hustopeče (1867–1950) a později v okrese Břeclav. Od 1. srpna 1976 do 23. listopaduu 1990 patřila znovu jako část města ke Kloboukům u Brna a od 24. listopadu 1990 je opět samostatnou obcí.

### Politika
V letech 2010 až 2014 byl starostou Pavel Přibyl. Na ustavujícím zasedání zastupitelstva 3. listopadu 2014 byla do této funkce zvolena Marie Vysloužilová.

### Obecní symboly
Znak byl obci udělen rozhodnutím předsedy Poslanecké sněmovny Parlamentu České republiky dne 13. února 1996.
Znak obce vychází ze znaku svobodného pána Kaschnitze z Weinbergu se zlatým lvem vpravo obráceným, držícím v předních tlapách káď se solí. Autor znaku, Josef Zelinka ze Šitbořic ho upravil tak, aby charakterizoval zemědělství, základ ekonomiky obce. Popis znaku zní: „V zeleném štítě stříbrný lev s červenou zbrojí, držící v tlapách zlatý hrozen.“

## Fotogalerie

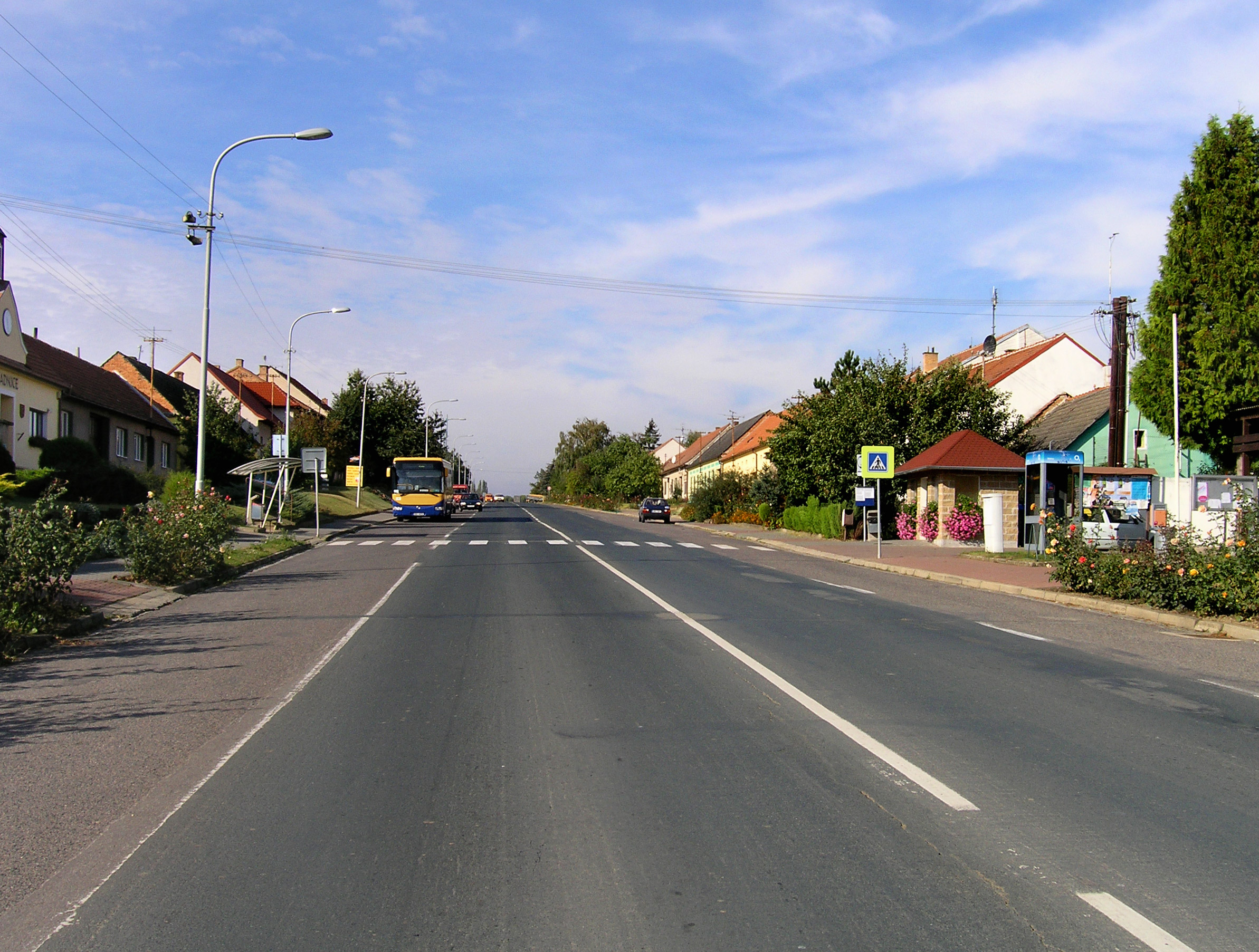
Silnice II/380 v Kašnici
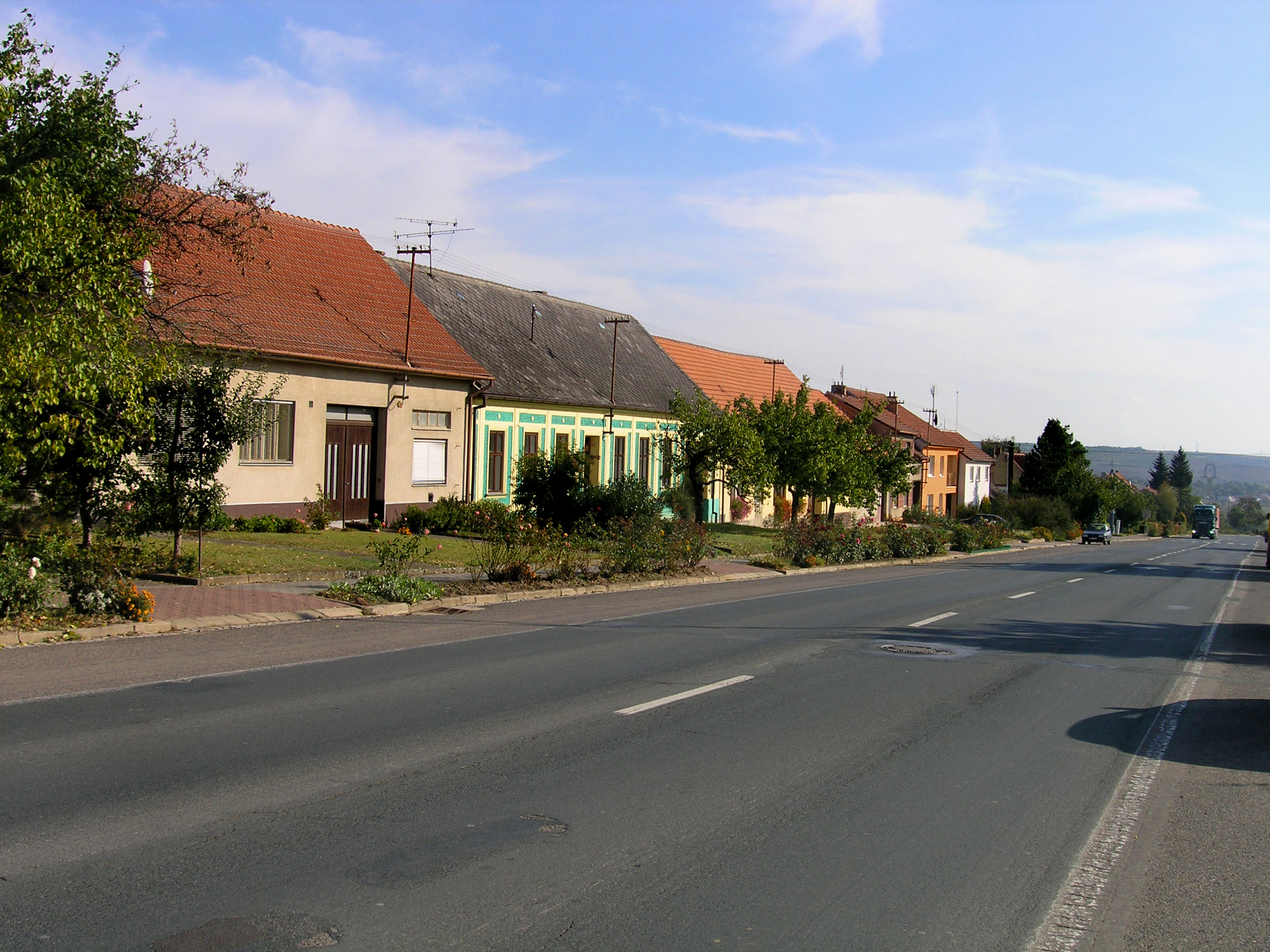
Domky podél hlavní silnice
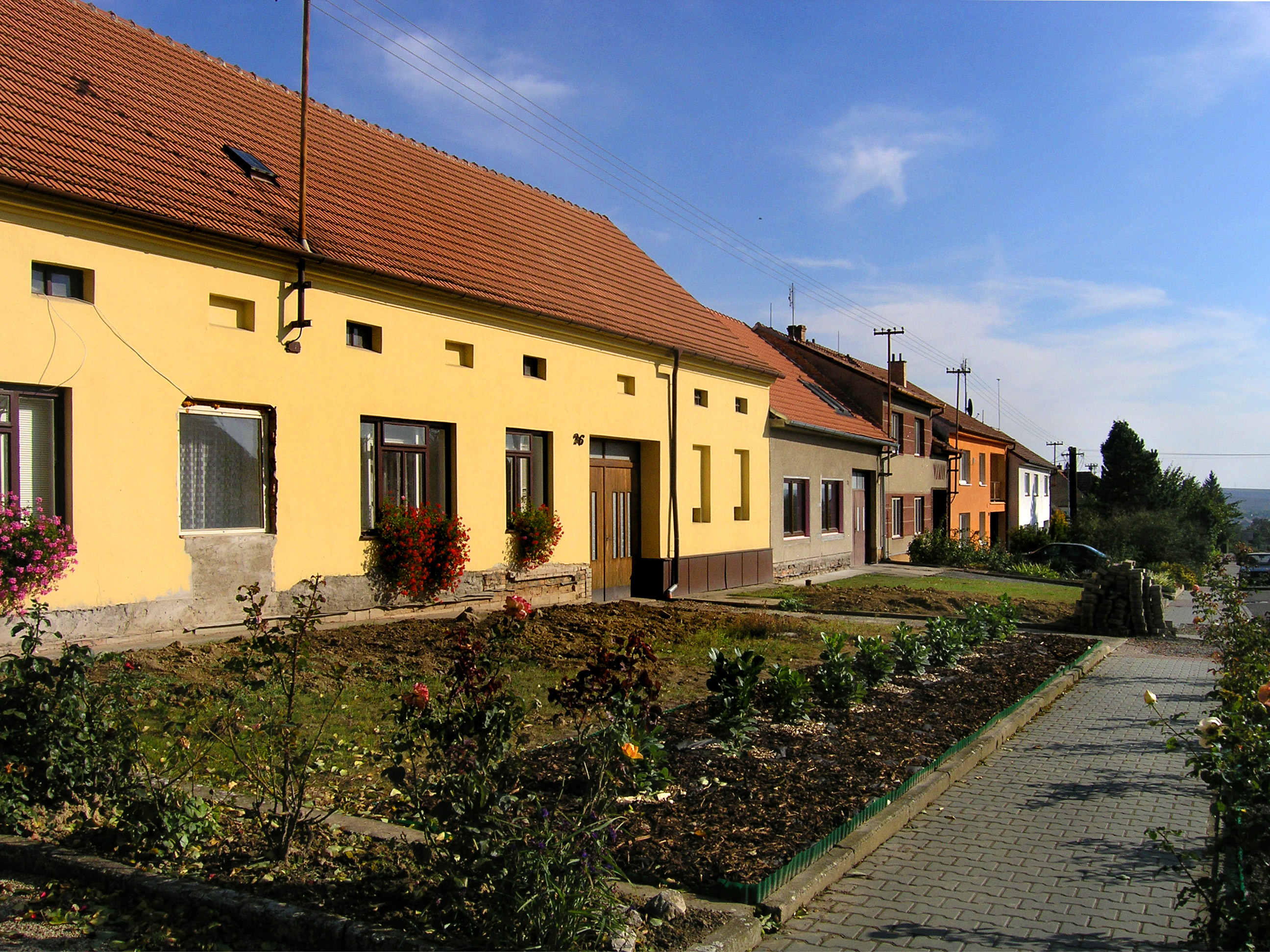
Zástavba